# Dinochloa cordata
Dinochloa cordata är en gräsart som beskrevs av Soejatmi Dransfield. Dinochloa cordata ingår i släktet Dinochloa och familjen gräs.
Artens utbredningsområde är Sulawesi. Inga underarter finns listade i Catalogue of Life.